# ادریس مزویانی
ادریس مزویانی (انگلیسی: Idriss Mzaouiyani؛ زادهٔ ۱۵ ژانویهٔ ۲۰۰۰) بازیکن فوتبال است.
از باشگاه‌هایی که در آن بازی کرده‌است می‌توان به باشگاه فوتبال پاری سن ژرمن اشاره کرد.